# Chanucá
Chanucá ou Hanucá (em hebraico: חנוכה, romaniz.: ḥănūkkāh) é uma festa judaica, também conhecido como o Festival das luzes. "Chanucá" é uma palavra hebraica que significa "educar" ou "inauguração". A primeira noite de Chanucá começa após o pôr do sol do 24.º dia do mês judaico de Kislev e a festa é comemorada por oito dias. Uma vez que na tradição judaica o dia do calendário começa no pôr do sol, o Chanucá começa no 25.º dia.

## História
Por volta do ano de 200 a.C. os judeus viviam como um povo autônomo na terra de Israel, a qual, nessa época, era controlada pelo rei selêucida da Síria. O povo judeu pagava impostos à Síria e aceitava a autoridade dos selêucidas, sendo, em troca, livre para seguir sua própria fé e manter seu modo de vida.
Em 180 a.C. o tirano Antíoco IV Epifânio ascendeu ao trono selêucida. Braço remanescente do império grego, encontrou barreiras para sua dominação completa sobre o povo judeu, e o modo mais prático para resolver isso era dominar de vez a região de Israel (mais precisamente a Judeia, ao sul) impondo de maneira firme a cultura da Grécia sobre os judeus, eliminando, assim, aquilo que os unificava em qualquer lugar que estivessem: a Torá. O rei Antíoco ordenou que todos aqueles que estavam sob seu domínio (em específico Israel) abandonassem sua religião e seus costumes. No caso dos judeus, isso não funcionou, ao menos em parte. Muitos judeus, principalmente os mais ricos, aderiram ao helenismo (cultura grega) e ficaram odiados e conhecidos pelos judeus mais pobres como "helenizantes", uma vez que ficavam tentando fazer a cabeça do resto dos judeus para também seguirem a cultura grega.
Antíoco queria transformar Jerusalém em uma "pólis" (cidade) grega, e conseguiu.
Em 167 a.C., após acabar com uma revolta dos judeus de Jerusalém, Antíoco ordenou a construção de um altar para Zeus erguido no Templo, fazendo sacrifícios de animais imundos (não kasher) sobre o altar, e proibiu a Torá de ser lida e praticada,  sendo morto todo aquele que descumprisse tal ordem. Na cidade de Modim (sul de Jerusalém), tem início uma ofensiva contra os greco-sírios, liderada por Matatias (Matitiahu) (um sacerdote judeu de família dos Hasmoneus) e seus cinco filhos João, Simão, Eliézer, Jonatas e Judas (Yehudá). Após a morte de Matatias, Yehudá toma a frente da batalha, com um pequeno exército formando em sua maioria por camponeses. Mesmo assim, os judeus lograram vencer o forte exército de Antíoco no ano 164 a.C. e libertaram Jerusalém, purificando o Templo Sagrado. Judas acabou conhecido como Judas Macabeu (Judas, o Martelo). Para o historiador israelense Shlomo Sand (2014), "Na época, os habitantes da Judeia ainda incluíam um significativo número de pessoas que se dedicavam à idolatria ou eram encorajadas a retomar tais rituais, e os líderes da comunidade judaica consideraram imperativo separar-se dessa população e subjugá-la". Assim, é importante reconhecer que a revolta de Judas Macabeu foi resultado da ação de um grupo pequeno e articulado — com "intenso zelo monoteísta" — e que se sucedeu em um terreno sócio, político e religioso que era mais plural que convém à narrativa bíblica reconhecer. O arranjo com os selêucidas sequer foi rompido, pois o rei Alexandre Balas reconheceu João, irmão de Judas Macabeu, como sumo sacerdote.
O festival de Chanucá foi instituído por Judas Macabeu e seus irmãos para celebrar esse evento. (Mac. 1 vers. 59). Após terem conseguido a recuperação de Jerusalém e o Templo, Judá ordenou que o Templo fosse limpo, que um novo altar fosse construído no lugar daquele que havia sido profanado e que novos objetos sagrados fossem feitos. Quando o fogo foi devidamente renovado sobre o altar e as lâmpadas dos candelabros foram acesas, a dedicação do altar foi celebrada por oito dias entre sacrifícios e músicas (Mac. 1 vers. 36).
Até aqui, viu-se a vitória do pequenino exército judeu, esse foi o  grande milagre. O segundo milagre segundo a tradição dos fariseus é mais sobrenatural e deu origem à festa de Chanuká como conhecemos. Após a purificação da Cidade Santa e da Casa de YHWH foi constatado que só havia um jarrinho de azeite puro no Templo com o selo intacto do Cohen Gadol (Sumo Sacerdote) para que as luzes da Menorá fossem acesas, e isso duraria apenas um dia, mas milagrosamente durou oito dias, tempo suficiente para que um novo azeite puro fosse produzido e levado ao templo para o seu devido fim conforme manda a Torá (Ex 27:20-21).
A Judeia ficou independente até a chegada do domínio romano em 63 a.C. A festa é realizada no dia 25 de Kislev (cai normalmente em dezembro), data onde o Templo foi reedificado. É uma festa marcada pelo clima familiar e pela grande alegria. Encontramos os fragmentos históricos de Chanuká nos livros deuterocanônicos de I e II Macabeus e também em escritos talmúdicos. O mandamento principal de Chanuká hoje é o acendimento da Chanukia (Menorá — candelabro — de 9 braços). Oito braços são para lembrar o milagre dos oito dias em que a Menorá ficou acesa com azeite que era para ter durado apenas um dia. O outro braço, que é chamado de "shamash" — servente — é um braço auxiliar para o acendimento das outras velas. Segundo a tradição, somente ele (o shamash) pode ser usado para, se for o caso, iluminar a casa ou para outro fim, sendo que as outras velas só podem servir para o cumprimento do mandamento. A cada noite um nova vela é acrescentada até que se completem as nove. Outras tradições como brincar com o "sevivon" (pião) onde em cada lado dele estão escritas as iniciais da frase "nes gadol hayá sham" (um grande milagre aconteceu lá — em Israel) são válidas, e para quem está em Israel a última palavra da frase é "pó" (aqui). Também há o costume de servir alimentos como sonho com geléia (sufganyot) e panquecas de batata (latkes).
Um grande número de historiadores acreditam que a razão pelos oito dias de comemoração foi que o primeiro Chanucá foi de fato uma tardia comemoração do festival de Sucot, a Festa das Cabanas (Mac. x. 6 e i. 9). Durante a guerra os judeus não puderam celebrar Sucot propriamente. Sucot também dura oito dias, e foi uma festa na qual as lâmpadas tiveram um papel fundamental durante o período do Segundo Templo (Suc.v. 2-4). Luzes também eram acesas nos lares e o nome popular do festival era, portanto, segundo Flávio Josefo (
Antiguidades judaicas xii. 7, § 7, #323) o "Festival das Luzes" ("E daquela época até aqui nós celebramos esse festival, e o chamamos de Luzes"). Foi notado que os festivais judaicos estavam ligados à colheita das sete frutas bíblicas na qual Israel ficou famoso. Pessach é a comemoração da colheita da cevada, Shavuot do trigo, Sucot dos figos, tamareiras, romãs e uvas, e Chanucá das olivas. A colheita das olivas é em Novembro e o óleo de oliva ficaria pronto para o Chanucá em Dezembro.

### No Talmude

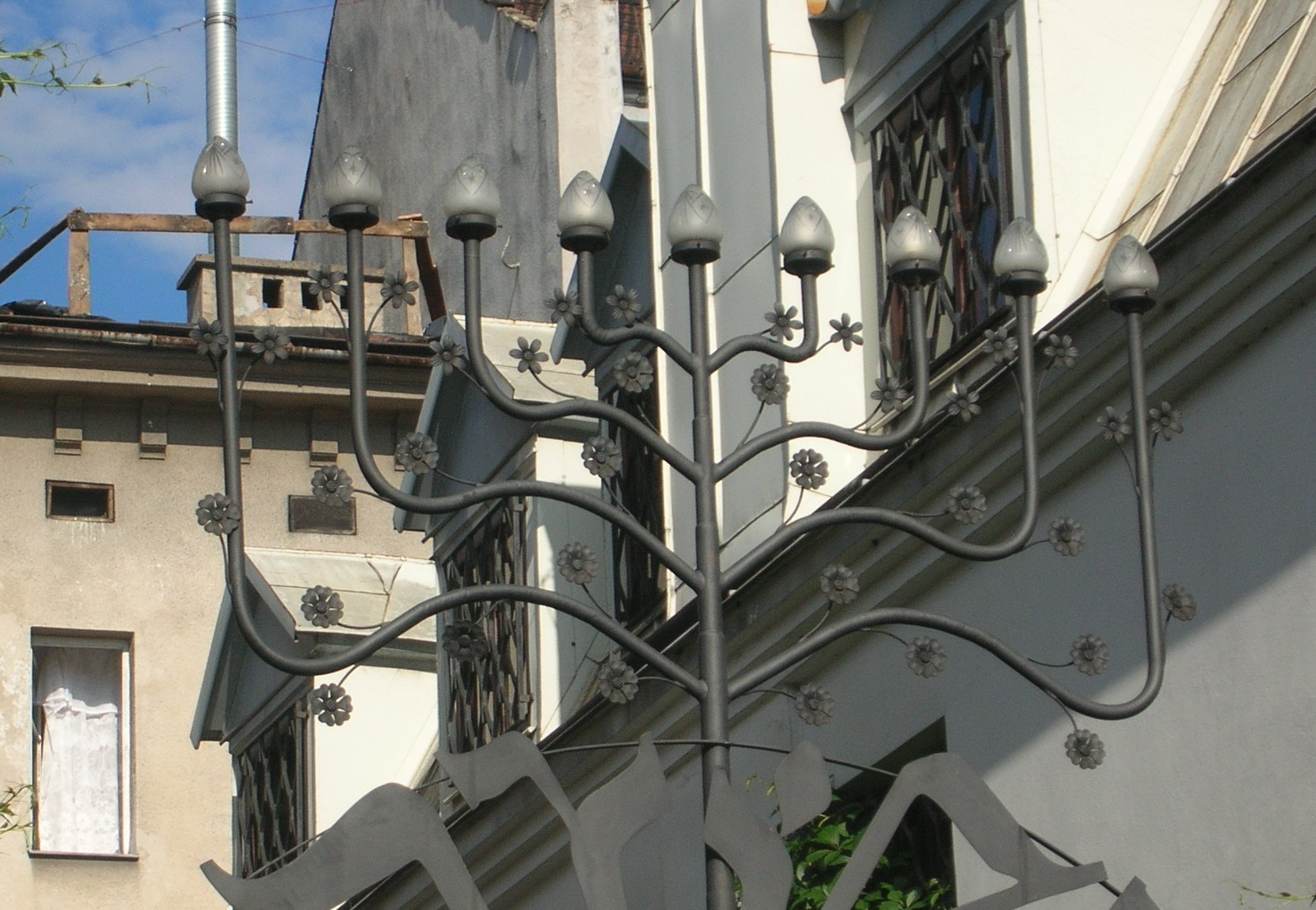
Uma Chanukiá.

O milagre de Chanucá é descrito no Talmude, mas não nos livros dos Macabeus. Esse feriado marca a derrota das forças selêucidas que tentaram proibir Israel de praticar o judaísmo. Judas Macabeu e seus irmãos destruíram forças surpreendentes, e rededicaram o Templo. O festival de oito dias é marcado pelo acendimento de luzes com uma menorá especial, tradicionalmente conhecida entre a maioria dos Sefaradim como chanucá, e entre muitos Sefaradim dos Balcãs e no Hebraico moderno como uma chanukiá.
O Talmud (Shabat 21b) diz que após as forças de ocupação terem sido retiradas do Templo, os Macabeus entraram para derrubar as estátuas pagãs e restaurar o Templo. Eles descobriram que a maioria dos itens ritualísticos havia sido profanada. Eles buscaram óleo de oliva purificado por ritual par acender uma Menorá para rededicar o Templo. Contudo, eles encontraram apenas óleo suficiente para um único dia. Eles acenderam isso, e foram atrás de purificar novo óleo. Milagrosamente, aquela pequena quantidade de óleo queimou ao longo dos oito dias que levou para que houvesse novo óleo pronto. É a razão pela qual os judeus acendem uma vela a cada noite do festival.
No Talmude dois costumes são apresentados. Era comum tanto ter oito lamparinas na primeira noite do festival, e reduzir o número a cada noite sucessiva; ou começar com uma lamparina na primeira noite, aumentando o número até a oitava noite. Os seguidores do Shamai preferiam o costume anterior; os seguidores do Hilel advogavam o segundo (Talmud, tratado Shabat 21b). Josefo acreditava que as luzes eram um símbolo da liberdade obtida pelos judeus no dia em que Chanucá é comemorado.
As fontes talmúdicas (Meg. eodem; Meg. Ta'an. 23; comparar as diferentes versões Pes. R. 2) descrevem a origem do festival de oito dias, com seus costumes de iluminar as casas, até o milagre dito ter acontecido na dedicação do Templo purificado. Isso foi que o pequeno vasilhame de óleo puro que os sacerdotes Hasmoneus encontraram intocados quando eles entraram no Templo, tendo estado vedado e escondido. Esse pequeno montante durou por oito dias até que novo óleo pudesse ser preparado para as lamparinas do candelabro sagrado. Uma lenda similar em características, e obviamente mais antigo, é aquele aludido em Mac. 2 1:18 et seq., de acordo com o qual o reacendimento das luzes do fogo do altar por Nehemias foi devido a um milagre que ocorreu no vigésimo quinto dia de Kislev, e no qual parece ter sido dado como a razão para seleção da mesma data para a rededicação do altar por Judas Macabeu.

### Livros dos Macabeus
A história de Chanucá é preservada nos livros de I Macabeus e II Macabeus. Esses livros não são parte da Bíblia Hebraica, mas são parte do material religioso e histórico deuterocanônico da Septuaginta; esse material não foi codificado mais tarde pelos judeus como parte da Bíblia, mas foi codificado pelos católicos e cristãos ortodoxos. Uma outra, provavelmente tardia, fonte é o Megillat Antiokhos — um texto escrito pelos próprios Macabeus por Saadia Gaon, e mais provavelmente escrito por volta do primeiro ou segundo século d.C.

## Celebração
A festa de Chanucá é celebrada durante oito dias, do dia 25 de Kislev ao 2 de Tevet (ou o 3 de Tevet, quando Kislev só tem 29 dias). Durante esta festa se acende uma Chanukiá, ou candelabro de 9 braços (incluindo o central e maior, denominado Shamash, ou servente). Na primeira noite acende-se apenas o braço maior e uma vela, e a cada noite se vai acrescentando uma vela, até que no oitavo dia o candelabro está completamente aceso. Este ritual comemora o milagre do azeite  que queimou por oito dias no candelabro do Templo de Jerusalém .

## O Chanucá hoje

### Novas interpretações do Chanucá
Antes do século XX, o Chanucá era um feriado relativamente menor. Contudo, com o crescimento do Natal como o maior feriado no Ocidente e o estabelecimento do estado moderno de Israel, o Chanucá começou a servir crescentemente tanto como celebração da restauração da soberania judaica em Israel e, mais importante, como um feriado para se dar presentes voltado para a família em Dezembro que poderia ser um substituto judaico para o feriado cristão. É importante notar que a substituição pelo Natal não é universalmente aceito. Crianças judias, primariamente entre os Ashkenazim, também jogam um jogo onde eles giram um pião de quatro faces com letras hebraicas chamado de dreidel (ס ביבון sevivon em hebraico) .

## Cronologia
- 198 a.C.: Exércitos do Rei Selêucida Antíoco III (Antíoco o Grande) expulsa Ptolomeu V de Judeia e Samaria.
- 175 a.C.: Antíoco IV (Epifânio) ascende ao trono Selêucida.
- 168 a.C.: Sob o reinado de Antíoco IV, o Templo é destruído, os judeus massacrados e o judaísmo é proibido.
- 167 a.C.: Antíoco pede um altar para Zeus erguido no Templo. Matatias e seus cinco filhos, João, Simão, Eliézer, Jonatas e Judas lideram uma rebelião contra Antíoco. Judas se torna conhecido como Judas Macabeu (Judas, o Martelo).
- 166 a.C.: Matatias morre, e Judá toma seu lugar como líder. O Reino Judaico Hasmoneu começa; Ele duraria até 63 a.C..
- 165 a.C.: A revolta judaica contra a monarquia selêucida é bem sucedida. O Templo é libertado e rededicado (Chanucá).
- 142 a.C.: Estabelecimento da Segunda Comunidade Judaica. Os selêucidas reconhecem a autonomia judaica. Os reis selêucidas tem autoridade formal, o que os Hasmoneus reconhecem. Isso inaugura um período de grande expansão geográfica, crescimento populacional, e desenvolvimento religioso, cultural e social.[4]
- 139 a.C.: O senado romano reconhece a autonomia judaica.[5]
- 134 a.C.: Antíoco VII cerca Jerusalém. Os judeus sob o comando de João Hircano tornam-se vassalos selêucidas, mas mantêm autonomia religiosa.[6]
- 129 a.C.: Antíoco VII morre.[7] Israel se livra do subjugo sírio completamente.
- 96 a.C.: Começa uma guerra civil de oito anos.
- 83 a.C.: Consolidação do Reino no território a leste do Rio Jordão.
- 63 a.C.: O Reino Judaico Hasmoneu chega ao final graças a uma rivalidade entre os irmãos Aristóbulo II e Hircano II, sendo que ambos apelam à República Romana para intervir e assegurar o poder em suas mãos. O general romano Pompeu (Pompeu, o Grande) é despachado para a área. Doze mil judeus são massacrados quando da vinda dos romanos a Jerusalém. os sacerdotes do Templo são abatidos no altar. Roma anexa a Judéia.

## Chanucá e seu período pelo calendário gregoriano
| Ano (calendário judaico) | Ano (calendário gregoriano) | Início                        | Término                   |
| ------------------------ | --------------------------- | ----------------------------- | ------------------------- |
| 5785                     | 2024                        | 25 de Kislev (25 de dezembro) | 3 de Tevet (2 de Janeiro) |